# Патрушев, Василий Иванович
Василий Иванович Патрушев (25 декабря 1910 (7 января 1911) — 22 апреля 1962) — советский физиолог. Профессор, доктор биологических наук. Специалист по вопросам происхождения и эволюции домашних животных.

## Биография
Родился в селе Патрушево Котельничского уезда Вятской губернии. Отец — Иван Александрович Патрушев, получил начальное образование, участвовал в работе социал-демократического кружка, был арестован и, бежав, скрывался в Челябинске. Мать — Федосья Ивановна Белых, крестьянка.
В 1929 году окончил среднюю школу, после чего некоторое время проработал заместителем ответственного секретаря по работе с пионерами Котельнического волостного комитета комсомола. В 1932 году окончил Горьковский сельскохозяйственный институт, после чего там же остался в аспирантуре и защитил кандидатскую диссертацию.
После этого Патрушев переехал в Москву, поступив в докторантуру при Институте генетики Академии наук СССР. Работал под руководством Н. И. Вавилова в должности старшего научного сотрудника. Занимался изучением биохимических признаков и морфофизиологических типов сельскохозяйственных животных.
Перед началом Великой Отечественной войны перебрался в Минск, где заведовал отделом животноводства Института сельского хозяйства Академии наук БССР. В 1941—1943 годах был начальником лаборатории госпиталя на Западном фронте, затем был переведён в Свердловск, где снова возглавил лабораторию госпиталя. В 1944 году, когда война близилась к концу, в стране появилась необходимость в организации на Урале академического биологического учреждения.
Подопечный Вавилова, доктор биологических наук и профессор Василий Иванович Патрушев стал основателем и первым директором Института биологии Уральского филиала Академии наук СССР (ныне — Институт экологии растений и животных Уральского отделения Российской академии наук). Под руководством Патрушева были организованы лаборатории, набран коллектив, сформулированы основные направления исследований.
Одновременно занимался педагогической деятельностью в Уральском государственном университете. В 1948 году, когда для биологии и в частности генетики наступили тяжёлые времена, был обвинён в вейсманизме-морганизме, в антилысенковской и антимичуринской деятельности, и ему пришлось оставить пост директора Института биологии.
В 1950 году принял руководство кафедрой физиологии Уральского государственного университета. В 1956 году ему было поручено создание первого на Урале Научно-исследовательского института сельского хозяйства. Однако в конце 1950-х годов Патрушев начал критиковать методы ведения сельского хозяйства и снова подвергся гонениям.
В 1958 году возвратился на кафедру физиологии человека и животных Уральского государственного университета и проработал на ней вплоть до своей смерти 22 апреля 1962 года. Похоронен на Ивановском кладбище.
Был автором более 60 научных работ.

### Награды
Награжден медалями «За победу над Германией» и «За доблестный труд в Великой Отечественной войне».